# Adam Wodarczyk

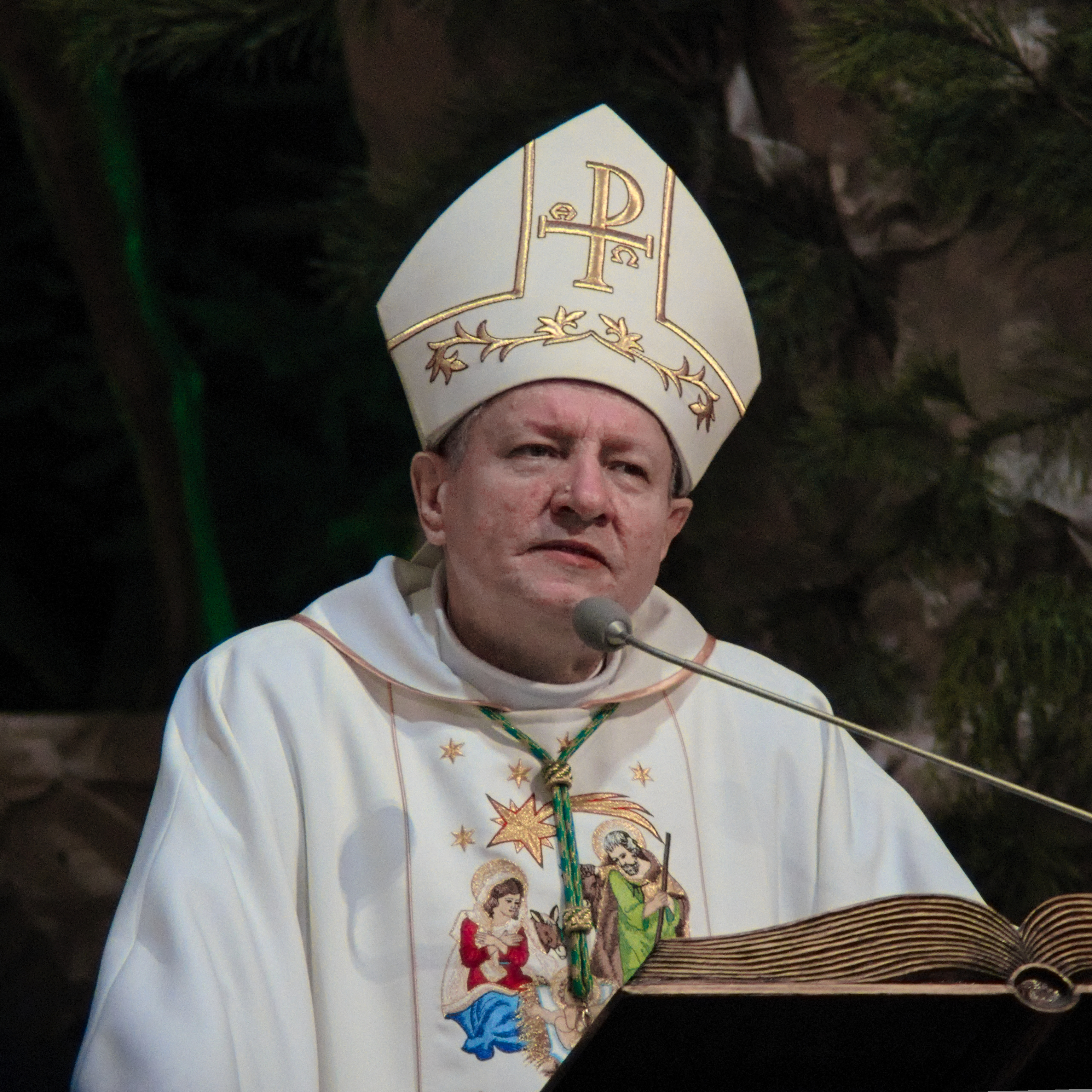
Adam Wodarczyk (2020)

Bischofswappen von Adam Wodarczyk

Adam Wodarczyk (* 3. Januar 1968 in Tarnowskie Góry) ist ein polnischer römisch-katholischer Geistlicher und Weihbischof in Kattowitz.

## Leben
Adam Wodarczyk wurde am 14. Januar 1968 in der Pfarrkirche St. Johannes der Täufer und St. Kamillus in Tarnowskie Góry getauft. Seit 1982 gehört er der Bewegung Licht-Leben an, in der er ab 1985 für die evangelisierende Diakonie in Tarnowskie Góry zuständig war. Er besuchte die Fachschule für Mechanik und Elektrik in Tarnowskie Góry, an der er 1989 das Abitur erlangte. Anschließend studierte er Philosophie und Katholische Theologie am Priesterseminar in Kattowitz. An der Päpstlichen Theologischen Fakultät in Krakau erwarb er mit der Arbeit Ksiądz Franciszek Blachnicki – życie i działalność w latach 1921–1961 („Pater Franciszek Blachnicki – Leben und Wirken von 1921 bis 1961“) einen Magister Theologiae. Er empfing am 14. Mai 1994 in der Christkönigskathedrale in Kattowitz durch den Erzbischof von Kattowitz, Damian Zimoń, das Sakrament der Priesterweihe für das Erzbistum Kattowitz.
Wodarczyk war nach der Priesterweihe zunächst als Pfarrvikar der Pfarrei Hedwig von Schlesien in Chorzów und als Lehrer an der dortigen Mechanikerschule tätig. Parallel dazu setzte er 1996 seine Studien am Pastoralliturgischen Institut der Katholischen Universität Lublin fort, an dem er 1998 ein Lizenziat im Fach Liturgiewissenschaft erwarb und im Jahr 2000 ein Lizenziat im Fach Pastoraltheologie. Zudem war er von 1998 bis 2000 Moderator der Licht-Leben-Gruppe an der Katholischen Universität Lublin. Von 2000 bis 2001 absolvierte er in Rom an der Kongregation für die Selig- und Heiligsprechungsprozesse einen Kurs für Postulatoren. Daneben war Wodarczyk von 1994 bis 2007 regionaler Moderator der Bewegung Licht-Leben und diözesaner Moderator der evangelisierenden Diakonie dieser Bewegung. 2007 wurde er an der Theologischen Fakultät der Schlesischen Universität in Kattowitz bei Jerzy Myszor mit der Arbeit Ksiądz Franciszek Blachnicki (1921–1987) – życie i działalność („Pater Franciszek Blachnicki (1921–1987) – Leben und Wirken“) zum Doktor der Theologie im Fach Pastoraltheologie promoviert. Parallel zu seinem Promotionsstudium wirkte er als Seelsorger in den Pfarreien St. Johannes Nepomuk in Łagiewniki, einem Stadtteil von Bytom, und St. Joseph in Chorzów. Ab 2007 fungierte Wodarczyk als Generalmoderator der Bewegung Licht-Leben sowie als Konsultor des Jugendpastoralrates und des Komitees für die Neuevangelisierung und für die missionarischen Radiosender der Polnischen Bischofskonferenz. Außerdem war er von 2008 bis 2012 Mitglied des Programmrates des Nationalen Rates der katholischen Bewegungen. Darüber hinaus wirkte er bereits ab 2001 als Postulator für den Seligsprechungsprozess für den Gründer der Bewegung Licht-Leben, Franciszek Blachnicki.
Am 13. Dezember 2014 ernannte ihn Papst Franziskus zum Titularbischof von Pomesanien und zum Weihbischof in Kattowitz. Die Bischofsweihe spendete ihm und dem gleichzeitig ernannten Marek Szkudło der Erzbischof von Kattowitz, Wiktor Skworc, am 6. Januar des folgenden Jahres in der Christkönigskathedrale in Kattowitz. Mitkonsekratoren waren der emeritierte Erzbischof von Kattowitz, Damian Zimoń, und der emeritierte Bischof von Liegnitz, Stefan Cichy. Wodarczyk wählte den Wahlspruch Lux vita („Licht und Leben“). Als Weihbischof ist Wodarczyk Generalvikar des Erzbistums Kattowitz. Ferner ist er zuständig für die Institute des geweihten Lebens und die Gesellschaften des apostolischen Lebens sowie für die katholischen Bewegungen und Vereinigungen. Darüber hinaus gehört er dem Priesterrat und dem Konsultorenkollegium des Erzbistums an.
In der Polnischen Bischofskonferenz gehört Wodarczyk dem Rat für die Kultur und den Schutz des kulturellen Erbes sowie der Arbeitsgruppe für Neuevangelisierung und dem Nationalen Missionsrat an. Außerdem fungiert er seit 2018 als Delegierter der Bischofskonferenz für die katholischen Bewegungen und Vereinigungen.
2016 verlieh ihm seine Heimatstadt Tarnowskie Góry die Ehrenbürgerwürde.

## Wappen
Über dem Wappenschild des Wappens Adam Wodarczyk befindet sich ein Kreuz, auf dessen vertikalen Balken ΦΩΣ, d. h. „Licht“, und auf dessen horizontalen Balken ΖΩΗ, d. h. „Leben“ zu lesen ist. Wodarczyk bezieht sich damit auf das Symbol der Bewegung Licht-Leben, der er seit seiner Jugend angehört und in der er sich in verschiedenen Funktionen engagierte. Die Initiale M im linken Teil des Wappenschildes steht für die Gottesmutter Maria. Die Flügel und Schlägel im rechten Teil des Wappenschildes stellen einen Bezug zum Wappen von Tarnowskie Góry, der Heimatstadt von Wodarczyk, dar.

## Schriften
- Ruch Światło-Życie: osoba założyciela, historia ruchu i rozwój w archidiecezji katowickiej. In: Śląskie Studia Historyczno-Teologiczne. Band 27, 1994, OCLC 8092678685, S. 343–357.
- Ksiądz Franciszek Blachnicki (1921–1987): człowiek wiary konsekwentnej. In: Jan Górecki, Henryk Olszar (Hrsg.): Górny Śląsk na przełomie wieków: nadzieje i niepokoje, świadkowie wiary (= Studia i Materiały Wydziału Teologicznego Uniwersytetu Śląskiego w Katowicach. Band 6). WT UŚ, Kattowitz 2002, OCLC 1356753320, S. 178–193.
- Ksiądz Franciszek Blachnicki (1921–1987) – życie i działalność. Schlesischen Universität, Kattowitz 2007, OCLC 1111757224.
- Prorok Żywego Kościoła: ks. Franciszek Blachnicki (1921–1987) – życie i działalnosć. Emmanuel, Kattowitz 2008, ISBN 978-83-8670431-6.
- Ksiądz profesor Franciszek Blachnicki (1921–1987): wychowawca dzieci i młodzieży, promotor odnowy duchowej i ekumenizmu. In: Alicja Żywczok (Hrsg.): Znajomość, koleżeństwo, przyjaźń: dynamizm ewoluowania więzi emocjonalnej. Wydawnictwo Akademickie Żak, Warschau 2014, OCLC 909210447, S. 147–165.
- W trosce o młode pokolenie: Ruch Światło-Życie jako pedagogia nowego człowieka. In: Alicja Żywczok (Hrsg.): Znajomość, koleżeństwo, przyjaźń: dynamizm ewoluowania więzi emocjonalnej. Wydawnictwo Akademickie Żak, Warschau 2014, OCLC 909210744, S. 207–227.
- Wiara konsekwentna czcigodnego Sługi Bożego księdza Franciszka Blachnickiego. In: Damian Bednarski, Adam Dziurok, Jerzy Myszor (Hrsg.): Studia z historii Kościoła Katolickiego w XIX i XX wieku: księga jubileuszowa dedykowana Księdzu Profesorowi Jerzemu Myszorowi. Fundacja Centrum Badań nad Historią Kościoła im. ks. prof. Wincentego Myszora Księgarnia św. Jacka, Kattowitz 2020, OCLC 1242175834, S. 195–218.